# 薩伏依的阿德萊德
薩伏依的阿德萊德（義大利語：Adelaide di Savoia、法語：Adélaïde de Savoie，1092年11月18日—1154年11月18日），法蘭克人王后，路易六世的妻子。她是薩伏依伯爵翁貝托二世的女兒。

## 家庭
阿德萊德和路易六世於1115年結婚，兩人共有6子1女：
- 菲利普（1116年—1131年），早逝
- 路易七世（1120年—1180年）
- 亨利（英语：Henry of France, Archbishop of Reims）（1121年—1175年）
- 羅貝爾（約1123年—1188年）
- 皮埃爾（1126年—1183年）
- 康斯坦絲（英语：Constance of France, Countess of Toulouse）（約1128年—1176年）
- 菲利普（約1132年—1160年）